# Thomas Klepeisz
Thomas Klepeisz (* 4. August 1991 in Güssing) ist ein österreichischer Basketballspieler auf der Position des Aufbauspielers. Er besitzt seit 2020 auch die deutsche Staatsbürgerschaft. Klepeisz misst 1,86 Meter und gehört seit Mai 2020 zum Aufgebot des deutschen Erstligisten Ratiopharm Ulm.

## Spielerlaufbahn
Klepeisz’ Eltern lernten sich beim Basketball kennen. Als Heranwachsender verbrachte er eigenen Angaben nach gemeinsam mit seinem Bruder und Freunden den größten Teil seiner Freizeit auf einem Basketball-Freiplatz. Mit den Güssinger Jugendmannschaften wurde er Staatsmeister.
Er spielte ab der Saison 2007/08 für seinen Heimatverein UBC Güssing Knights in der österreichischen Bundesliga.
2014 und 2015 wurde er mit Güssing österreichischer Meister und gewann 2015 zudem den nationalen Pokalwettbewerb (inklusive Auszeichnung als bester Akteur des Finalturniers). 2013 und 2014 wurde Klepeisz als bester einheimischer Spieler der Bundesliga ausgezeichnet.
Im Anschluss an die Saison 2015/16, in der seinem Verein im April 2016 die Lizenz entzogen wurde, wechselte er ins Ausland, im Juli 2016 gaben die Basketball Löwen Braunschweig aus der deutschen Basketball-Bundesliga seine Verpflichtung bekannt. Im Vorfeld der Saison 2018/19 wurde ihm in Braunschweig das Amt des Mannschaftskapitäns übertragen. Er verlängerte seinen Vertrag Ende Februar 2019 vorzeitig bis zum Sommer 2020. Mitte Mai 2020 gab Ratiopharm Ulm Klepeisz' Verpflichtung bekannt, um die Mannschaft beim Saisonabschlussturnier der Bundesliga zu verstärken, das aufgrund der Saisonunterbrechung wegen des Coronavirus SARS-CoV-2 ausgetragen wurde. Danach unterschrieb der Österreicher im Juli 2020 in Ulm einen Anschlussvertrag. 2023 gewann er mit Ulm die deutsche Meisterschaft. Klepeisz war Kapitän der Meistermannschaft und kam im Verlauf der Saison 2022/23 in 45 Bundesliga-Einsätzen auf einen Durchschnitt von 9,5 Punkten.
Im Oktober 2024 reiste er mit Ulm während der laufenden Saison zu einem Freundschaftsspiel gegen die Portland Trail Blazers in die Vereinigten Staaten. In diesem ersten Duell einer deutschen Mannschaft mit einem Vertreter der US-Liga NBA auf US-amerikanischen Boden erzielte Klepeisz neun Punkte. In der Saison 2024/25 wurde er mit Ulm Zweiter der deutschen Meisterschaft, in den Endspielen verlor man mit 2:3 gegen München.

### Nationalmannschaft
Klepeisz spielte für Österreichs Auswahlmannschaften in den Altersstufen U16, U18 und U20. Bei der B-EM U20 im Jahr 2010 gewann er mit Österreich Gold. 2011 wurde er erstmals in Österreichs A-Nationalmannschaft berufen.

## Persönliches
Sein zwei Jahre älterer Bruder Matthias spielte ebenfalls bei den UBC Güssing Knights.